# قائمة طيور الأردن
```
هذه 
قائمة أنواع الطيور المسجلة في الأردن
. تشمل الطيور في 
الأردن
 إجمالي 448 نوعًا، منها 7 أنواع تم 
إدخالها
 بواسطة البشر. 22 نوعًا مهددة عالميًا.
```

يعتمد التصنيف الضريبي لهذه القائمة (التسمية وترتيب الأوامر والعائلات والأنواع) والمصطلحات (الأسماء الشائعة والعلمية) على معايير قائمة كليمنتس لطيور العالم، طبعة 2022. تعكس حسابات العائلات في بداية كل عنوان هذا التصنيف، وكذلك عدد الأنواع الموجودة في حسابات العائلة. يتم تضمين الأنواع المدخلة والطارئة في العد الإجمالي للطيور في الأردن.
تم استخدام العلامات التالية لتسليط الضوء على عدة فئات. الأنواع الأصلية الشائعة لا تقع ضمن أي من هذه الفئات.
- (A) الطارئة - نوع نادر أو يحدث عرضيًا في الأردن
- (I) مدخل - نوع تم إدخاله إلى الأردن نتيجة مباشرة أو غير مباشرة للنشاطات البشرية
- (Ex) الانقراض المحلي - نوع لم يعد موجودًا في الأردن رغم وجوده في مناطق أخرى
- (X) منقرض - نوع أو سلالة لم يعد لها وجود

## النعام
الرتبة: نعاميات    العائلة: نعامية
النعامة هي طائر غير قادر على الطيران موطنه الأصلي في أفريقيا. وهي أكبر أنواع الطيور الحية. تتميز بمظهرها الفريد من حيث الرقبة الطويلة والأرجل والقدرة على الجري بسرعات عالية.
- نعامة شائعة، Struthio camelus (مُدخلة)
  - نعامة شمال أفريقيا، Struthio camelus camelus (I)[1]
  - نعامة عربية، Struthio camelus syriacus (X)

## البط، الأوز، والطيور المائية
الرتبة: إوزيات    العائلة: بطية
تتضمن عائلة Anatidae البط وأكثر الطيور المائية شبيهة بالبط، مثل الإوز والبجع. تكيفت هذه الطيور مع الحياة المائية، حيث تمتلك أرجلًا مكففة، ومنقارًا مسطحًا، وريشًا مقاومًا للماء بفضل طبقة دهنية.
- الإوزة الرمادية، Anser anser
- الإوزة ذات الجبهة البيضاء الكبيرة، Anser albifrons (A)
- الإوزة ذات الجبهة البيضاء الصغيرة، Anser erythropus (A)
- بجع صامت، Cygnus olor (A)
- بجع التندرا، Cygnus columbianus (A)
- بجع صغير، Cygnus cygnus (A)
- الإوزة المصرية، Alopochen aegyptiaca (I)
- بطة مشوشة، Tadorna ferruginea (A)
- بطة شائعة، Tadorna tadorna
- البط الصغير القطني، Nettapus coromandelianus (A)
- غارغاناي، Spatula querquedula
- الشفافة الشمالية، Spatula clypeata
- جادوال، Mareca strepera
- بطة فالكيت، Mareca falcata (A)
- ويجين يوراسي، Mareca penelope
- بطة مالارد، Anas platyrhynchos
- بطة ذو المنقار الكبير الشمالية، Anas acuta
- بط صغير ذو جناحين أخضرين، Anas crecca
- بطة مزخرفة، Marmaronetta angustirostris
- بطة ذات رأس أحمر، Netta rufina
- بطة شائعة، Aythya ferina
- بطة حديدية، Aythya nyroca
- بطة مغطاة، Aythya fuligula
- بطة طويلة الذيل، Clangula hyemalis (A)
- مرغنة حمراء الصدر، Mergus serrator (A)
- بطة ردية، Oxyura jamaicensis (I)
- بطة ذات رأس أبيض، Oxyura leucocephala (A)

## الطواويس، الدجاجيات، وما يقربها
الرتبة: دجاجيات العائلة: تدرجية (فصيلة طيور)
تعد عائلة الفاسيانياد من الطيور البرية التي تشمل السلوى، الحجل، الطائر الثلجي، الفنك، السبورفول، تراجوبان، مونال، الطاووس، الديك الرومي والدجاج البرّي. بشكل عام، تتميز هذه الطيور بأنها سمينة (رغم تفاوت حجمها) ولها أجنحة عريضة وقصيرة نسبيًا.
- حجل سي-سي، Ammoperdix griseogularis (I)
- حجل الرمال، Ammoperdix heyi
- السلوى الشائعة، Coturnix coturnix
- الحجل شكر، Alectoris chukar
- الحجل الأسود، Francolinus francolinus

## الفلمنغو
الرتبة: نحاميات
العائلة: النحاميات
الفلمنغو هي طيور اجتماعية تعيش في المياه الضحلة، عادة ما يتراوح ارتفاعها بين 3 إلى 5 أقدام، وتوجد في كل من النصف الغربي والشرقي من الكرة الأرضية. تقوم طيور الفلمنغو بتصفية الطعام مثل المحاريات والطحالب. مناقيرها ذات الشكل الغريب مهيأة خصيصًا لفصل الطين والطين من الطعام الذي تتناوله، وتستخدم رأسًا مقلوبًا.
- الفلمنغو الأكبر، Phoenicopterus roseus

## الطائر الغاطس
الرتبة: Podicipediformes
العائلة: غطاسيات
الطائر الغاطس هو طائر صغير إلى متوسط الحجم يعيش في المياه العذبة ويتميز بأصابع قدميه المفلطحة ويعد من السباحين والغواصين الممتازين. ومع ذلك، فإن قدميه تقع في الجزء الخلفي من جسمه، مما يجعله غير متناسق على الأرض.
- طائر الغاطس الصغير، Tachybaptus ruficollis
- طائر الغاطس ذو الطوق الكبير، Podiceps cristatus
- طائر الغاطس ذو الأذنين، Podiceps nigricollis

## الحمام واليمام
الرتبة: حماميات العائلة: حمامية
الحمام واليمام هما طيور ذات أجسام سمينة وأعناق قصيرة، وفوات معدودات رقيقة ولحمية.
- الحمام البري، Columba livia
- الحمام الأبيض، Columba oenas
- الحمام الخشبي الشائع، Columba palumbus (A)
- اليمام الأوروبي، Streptopelia turtur
- اليمام ذو الطوق الأوروبي، Streptopelia decaocto
- اليمام ذو الطوق الأفريقي، Streptopelia roseogrisea (A)
- اليمام المضحك، Streptopelia senegalensis
- اليمام نماءكوا، Oena capensis
- اليمام الأخضر لبرس، Oena capensis (I)

## الجواهر الرملية
الرتبة: Pterocliformes
العائلة: القطويات
الجوهر الرملي لديه رؤوس صغيرة تشبه الحمام وأجسام متينة، وأجنحة طويلة ومدببة وطيران سريع ومباشر. الطيور تجتمع في مناطق الري في الصباح والمساء. لديهم أرجل مغطاة بالريش حتى أصابع القدم.
- الجوهر ذو الذيل المدبب، Pterocles alchata
- الجوهر ذو البطن الكستنائي، Pterocles exustus (A)
- الجوهر المرقط، Pterocles senegallus
- الجوهر الأسود البطن، Pterocles orientalis
- الجوهر ذو التاج، Pterocles coronatus (A)
- الجوهر لشتاين، Pterocles lichtensteinii (A)

## الطاووس
الرتبة: Otidiformes العائلة: الحباريات
الطواويس هي طيور برية كبيرة ترتبط غالبًا بالمناطق المفتوحة الجافة في العالم القديم. إنها آكلة للحوم والنباتات وتبني أعشاشها على الأرض.
- طاووس مكويين، Chlamydotis macqueenii

## الديك الرومي
الرتبة: واقواقيات
العائلة: Cuculidae
تشتمل عائلة الكوكولات على كوكو، الطائر السريع والآني، وتتميز هذه الطيور بأحجام متفاوتة وأجسام رفيعة وأذيال طويلة وأرجل قوية.
- الكوكو ذو البقع الكبيرة، Clamator glandarius
- الكوكو الشائع، Cuculus canorus

## أبو منجل والمجاثم
الرتبة: بجعيات   العائلة: أبو منجليات
تعتبر عائلة أبو منجليات من العائلات الكبيرة التي تضم الطيور الأرضية والمائية الكبيرة مثل أبو منجل والمجاثم. تتميز هذه الطيور بأجنحة واسعة وطويلة تحتوي على 11 ريشًا رئيسيًا وحوالي 20 ريشًا ثانويًا. كما أنها طيور قوية في الطيران وقادرة على التحليق بالرغم من حجمها ووزنها.
- أبو منجل اللامع، Plegadis falcinellus
- أبو منجل الأشعث الشمالي، Geronticus eremita (A)
- المجثم الأوراسي، Platalea leucorodia

## البازي
الرتبة: بازيات الشكل   العائلة: عقبان نسارية
عائلة عقبان نسارية تحتوي على نوع واحد فقط، هو البازي. يُعد البازي طائرًا جارحًا متوسطًا إلى كبير الحجم متخصصًا في أكل الأسماك ويعيش في جميع أنحاء العالم.
- البازي، Pandion haliaetus

## الصقور، النسور، والعقبان
الرتبة: بازيات الشكل   العائلة: بازية
عائلة بازية هي عائلة من الطيور الجارحة، التي تضم الصقر، النسر، العقبان، الحدأة والنسور من العالم القديم. تتميز هذه الطيور بمنقار معقوف قوي لتمزيق اللحم من فرائسها، وأرجل قوية، ومخالب حادة، وبصر حاد.
- حدأة الجناحين السوداء، Elanus caeruleus
- نسر اللحية، Gypaetus barbatus
- نسر مصري، Neophron percnopterus
- نسر العسل الأوروبي، Pernis apivorus
- نسر العسل الشرقي، Pernis ptilorhynchus (A)
- نسر رمادي، Aegypius monachus (A)
- نسر ذو الوجه المكشوف، Torgos tracheliotos
- نسر الأوراسي، Gyps fulvus
- النسر الطائر، Terathopius ecaudatus (A)
- نسر الأفاعي ذو الأصابع القصيرة، Circaetus gallicus
- نسر ذو النقط الأصغر، Clanga pomarina
- نسر ذو النقط الأكبر، Clanga clanga (A)
- العقاب المدفوع، Hieraaetus pennatus
- العقاب السهبي، Aquila nipalensis
- العقاب الإمبراطوري، Aquila heliaca
- العقاب الذهبي، Aquila chrysaetos
- عقاب فيروا، Aquila verreauxii
- عقاب بونيلي، Aquila fasciata
- حدأة المستنقع الأوروبية، Circus aeruginosus
- حدأة الدجاج، Circus cyaneus
- حدأة الشوائب، Circus macrourus
- حدأة مونتاجو، Circus pygargus
- صقر البحر الشامي، Accipiter brevipes
- الصقر الأوراسي، Accipiter nisus
- الصقر الشمالي، Accipiter gentilis
- الحدأة الحمراء، Milvus milvus (A)
- حدأة سوداء، Milvus migrans
- صقر ضخم، Buteo lagopus (A)
- صقر عادي، Buteo buteo
- صقر طويل الساقين، Buteo rufinus

## بوم الغابات
الرتبة: البوميات   العائلة: طيطونيات
بوم الغابات هو نوع من الطيور المتوسطة إلى الكبيرة ذات الرؤوس الكبيرة والوجوه على شكل قلب. لديهم أرجل قوية ومخالب حادة.
- بوم الغابات الغربي، Tyto alba

## بوم الليل
الرتبة: البوميات   العائلة: بوم حقيقي
البوم الليل هو طائر منفرد ليلي صغير إلى كبير الحجم يتمتع بعيون وأذن كبيرة تواجه الأمام، منقار يشبه منقار الصقر وحلقة من الريش حول كل عين تُعرف بالقرص الوجهي.
- بوم أسيوي، Otus scops
- بوم أسيوي باهت، Otus brucei (A)
- بوم النسر الأوراسي، Bubo bubo
- بوم النسر الفراعوني، Bubo ascalaphus
- بوم السمك البني، Ketupa zeylonensis (Ex)
- بوم صغير، Athene noctua
- بوم ذو لون بني، Strix aluco
- بوم صحراء، Strix hadorami
- بوم ذو الأذن الطويلة، Asio otus
- بوم ذو الأذن القصيرة، Asio flammeus

## الهُدْهُد
الرتبة: قرنيات المنقار   العائلة: الهدهدية
تتمتع طيور الهدهد بألوان مميزة تشمل الأسود والأبيض والزهري البرتقالي مع قمة كبيرة قابلة للانتفاخ على رؤوسها.
- الهدهد الأوراسي، Upupa epops

## طيور الرفراف
الرتبة: شقراقيات   العائلة: Alcedinidae
الرفرافيات هي طيور متوسطة الحجم ذات رؤوس كبيرة، ومنقار مدبب طويل، وأرجل قصيرة وذيل قصير.
- رفراف عادي، Alcedo atthis
- رفراف ذو العنق الأبيض، Halcyon smyrnensis
- رفراف ذو الجناحين البيضاء، Ceryle rudis

## طيور الطنان
الرتبة: شقراقيات   العائلة: Meropidae
الطائر الطنان هو طائر ينتمي إلى عائلة مروميدية، يشتهر بألوانه الزاهية وأجسامه النحيلة والذيل الطويل.
- طائر الطنان العربي الأخضر، Merops cyanophrys
- طائر الطنان الأزرق الخد، Merops persicus
- طائر الطنان الأوروبي، Merops apiaster

## نقار الخشب
الرتبة: نقاريات الشكل    الأسرة: Picidae
نقار الخشب هو طائر صغير إلى متوسط الحجم يتميز بمنقار شبيه بالمبرد وأرجل قصيرة وذيل صلب ولسان طويل يستخدم لاصطفاء الحشرات. بعض الأنواع لها قدم بها إصبعان متجهان إلى الأمام وإصبعان إلى الخلف، بينما تمتلك بعض الأنواع الأخرى ثلاثة أصابع فقط. العديد من نقار الخشب يتصف عادة بنقر الأشجار بأصوات عالية باستخدام مناقيرهم.
- نقار الخشب الأوراسي، Jynx torquilla
- نقار الخشب السوري، Dendrocopos syriacus

## الصقور والكراكار
الرتبة: صقريات الشكل    الأسرة: صقريات
تعد عائلة الصقور من الطيور الجارحة النهارية. وهي تختلف عن الصقور الأخرى مثل الصقور والنسور في أنها تقتل باستخدام منقارها بدلاً من المخالب.
- الصقر الصغير، Falco naumanni
- الصقر الأوراسي، Falco tinnunculus
- صقر ذو القدم الحمراء، Falco vespertinus
- صقر إلينورا، Falco eleonorae
- صقر السواد، Falco concolor
- صقر ميرلين، Falco columbarius
- هواوي أوراسي، Falco subbuteo
- صقر لانر، Falco biarmicus
- صقر الشاهين، Falco peregrinus

## الببغاوات القديمة
الرتبة: Psittaciformes    الأسرة: ببغاوات العالم القديم
تتميز الببغاوات القديمة بمنقار قوي ومنحني وموقف مستقيم وأرجل قوية وأقدام ذات أصابع متشابكة. غالباً ما تكون ألوانها زاهية، وبعضها متعدد الألوان.
- ببغاء مزخرف، Psittacula krameri

## القماري القديمة
الرتبة: Passeriformes    الأسرة: Oriolidae
القماري القديمة هي طيور مغردة ملونة، لكنها لا ترتبط بالقماري الجديدة.
- قمري ذهبي أوراسي، Oriolus oriolus

## القتلة
الرتبة: Passeriformes    الأسرة: Laniidae
القتلة هي طيور مغردة معروفة بعادتها في الإمساك بالطير الأخرى والحيوانات الصغيرة، ثم دق أجزاء من أجسامها على الأشواك.
- قاتل ذو ظهر أحمر، Lanius collurio
- قاتل ذو ذيل أحمر، Lanius phoenicuroides

## الغربان والطيور الجيا،والغربان
الرتبة: Passeriformes    الأسرة: غرابيات
تتضمن عائلة الغربان العديد من الأنواع الكبيرة مثل الغربان والغربان الجيا. تتميز هذه الطيور بمستوى عالٍ من الذكاء.
- غراب أوروبي، Corvus monedula
- غراب مغربي، Corvus ruficollis
- غراب البني العنق، Corvus cornix

## الشحرور
الرتبة: Passeriformes    الأسرة: Paridae
هذه العائلة تضم طيوراً صغيرة تستوطن الغابات وهي ذات مناقير قوية تغذى على الحشرات والبذور.
- التيت الأزرق الأوراسي، Cyanistes caeruleus
- التيت الكبير، Parus major

## الزوراء
الرتبة: Passeriformes    الأسرة: Remizidae
الزوارؤة هي مجموعة من الطيور المغردة الصغيرة المرتبطة بالتيت الحقيقي.
- زوارؤة أوراسية، Remiz pendulinus

## السنونو
الرتبة: Passeriformes    الأسرة: Hirundinidae
تتكيف هذه العائلة من الطيور مع التغذية الهوائية، وهي تتميز بجسم نحيف وأجنحة طويلة ومدببة.
- سنونو الشاطئ، Riparia riparia
- سنونو الأوراسي، Ptyonoprogne rupestris
- السنونو العادي، Hirundo rustica

## القواقيد
الرتبة: عصفوريات   الأسرة: القواقيد
القواقيد هي طيور صغيرة تعيش على الأرض وغالباً ما تكون أغانيها وعروضها الجوية مبالغاً فيها. معظم القواقيد ليست ملونة كثيراً في مظهرها. غذاؤها يتكون من الحشرات والبذور.
- القواق ذو الحفرة الكبيرة، Alaemon alaudipes
- القواق ذو المنقار السميك، Ramphocoris clotbey
- القواق ذو الذيل المشط، Ammomanes cincturus
- القواق الصحراوي، Ammomanes deserti
- القواق ذو التاج الأسود، Eremopterix nigriceps (A)
- القواق ذو القرون، Eremophila alpestris
- القواق ذو العنق المخطط، Eremophila bilopha
- القواق ذو الأصابع القصيرة الكبير، Calandrella brachydactyla
- القواق ذو العلامات الثنائية، Melanocorypha bimaculata
- القواق القالندر، Melanocorypha calandra
- القواق العربي، Eremalauda eremodites
- القواق البحر الأبيض المتوسط ذو الأصابع القصيرة، Alaudala rufescens
- القواق تركستان ذو الأصابع القصيرة، Alaudala heinei
- القواق الخشبي، Lullula arborea
- القواق الأوراسي، Alauda arvensis
- القواق الشرقي، Alauda gulgula (A)
- القواق ذو التاج، Galerida cristata

## السيستيكولات والعائلة
الرتبة: عصفوريات   الأسرة: سيستيكوليداي
السيستيكوليداي هي طيور الحفافيش التي توجد أساساً في المناطق الجنوبية الدافئة في العالم القديم. وهي طيور صغيرة جداً ذات مظهر رمادي أو بني غير مبهر، تعيش في الأراضي المفتوحة مثل الأراضي العشبية أو الأدغال.
- برينيا رشيقة، Prinia gracilis
- سيستيكولا زيتينغ، Cisticola juncidis

## الحرباء والقريبين
الرتبة: عصفوريات   الأسرة: أكروسيبالي
أفراد هذه العائلة عادة ما يكونون أكبر حجماً مقارنة بالحرباء الأخرى. معظمهم يبدو بسيطاً، ذو لون بني زيتوني في الأعلى مع لون أصفر أو بيج في الأسفل. وغالباً ما توجد في الغابات المفتوحة أو مناطق القصب أو الأعشاب الطويلة.
- حرباء الجزمات، Iduna caligata (A)
- حرباء الزيتون الشرقية، Iduna pallida
- حرباء أبشر، Hippolais languida
- حرباء شجرة الزيتون، Hippolais olivetorum
- حرباء إكترين، Hippolais icterina (A)
- حرباء مائية، Acrocephalus paludicola (A)
- حرباء ذات الشارب، Acrocephalus melanopogon
- حرباء القصب، Acrocephalus schoenobaenus
- حرباء الحقل، Acrocephalus agricola (A)
- حرباء بليث، Acrocephalus dumetorum (A)
- حرباء المستنقعات، Acrocephalus palustris (A)
- حرباء القصب الأوراسية، Acrocephalus scirpaceus
- حرباء القصب الكبرى، Acrocephalus arundinaceus (A)
- حرباء ذات الصوت العالي، Acrocephalus stentoreus

## عصافير الحقول والقريبين
الرتبة: عصفوريات   الأسرة: لوكوستيليد
اللوكوستيليد هي عائلة من الطيور الصغيرة الحشرية المغردة التي توجد أساساً في أوراسيا وأفريقيا والمنطقة الأسترالية. وهي طيور صغيرة ذات ذيول طويلة ومدببة وغالباً ما تكون ذات لون بني باهت أو بني فاتح.
- حرباء النهر، Locustella fluviatilis
- حرباء سافي، Locustella luscinioides (A)
- حرباء الجندب المشتركة، Locustella naevia (A)

## السنونو
الرتبة: عصفوريات   الأسرة: هاروندينيداي
أسرة السنونو تتكيف مع التغذية الجوية. لها جسم رفيع وأجنحة مدببة وفاتحة وفم ضيق مع فتحة واسعة. الأقدام متكيفة للجلوس بدلاً من المشي، وتلتصق الأصابع الأمامية جزئياً من الأساس.
- السنونو البنكي، Riparia riparia
- السنونو القرمزي الأوراسي، Ptyonoprogne rupestris
- السنونو الصخري، Ptyonoprogne fuligula
- السنونو المتجول، Hirundo rustica
- السنونو ذو الذيل الأحمر، Cecropis daurica
- السنونو المنزلي الشائع، Delichon urbicum

## البلبول
الرتبة: عصفوريات   الأسرة: بايكنوتيداي
البلبول هو طائر مغرد متوسط الحجم. بعضه ذو ألوان زاهية، مع بقع صفراء أو حمراء أو برتقالية على الظهر أو الخدين أو الحنجرة أو الحواجب، ولكن معظمها داكنة اللون، ذات ريش موحد بين البني الزيتوني والأسود. بعض الأنواع لها قمم مميزة.
- البلبول ذو النظارات البيضاء، Pycnonotus xanthopygos
- البلبول ذو الأذن البيضاء، Pycnonotus leucotis (A)

## حرباء الأوراق
الن order: Passeriformes   العائلة: دخلات الورق ‏
حرباء الأوراق هي عائلة من الطيور الصغيرة التي تتغذى على الحشرات، وتوجد بشكل رئيسي في أوراسيا ويمتد نطاقها إلى واليسيا وأفريقيا. تتنوع أحجام الأنواع، وغالبًا ما تكون ذات ريش أخضر من الأعلى وأصفر من الأسفل، أو قد تكون أكثر خفوتًا بألوان رمادية-خضراء إلى رمادية-بنية.
- حرباء الغابات، Phylloscopus sibilatrix
- حرباء بونلي الشرقية، Phylloscopus orientalis
- حرباء ذات الحواجب الصفراء، Phylloscopus inornatus (A)
- حرباء الأوراق العادية، Phylloscopus neglectus (A)
- حرباء الصفصاف، Phylloscopus trochilus
- تشيفشافت الشائع، Phylloscopus collybita

## حرباء الشجيرات والتحالفات
الن order: Passeriformes   العائلة: Scotocercidae
توجد أعضاء هذه العائلة في أفريقيا وآسيا وبولينيزيا. إن تصنيفهم في حالة تغيير، حيث يضع بعض العلماء بعض الأجناس في عائلات أخرى.
- حرباء الشجيرات المخططة، Scotocerca inquieta
- حرباء ستيتي، Cettia cetti

## حرباء السيلفيد والطيور الصدقية والتحالفات
الن order: Passeriformes   العائلة: دخلية
عائلة السيلفيد هي مجموعة من الطيور الصغيرة التي تتغذى على الحشرات. توجد بشكل رئيسي كأنواع متكاثرة، كما يشير الاسم الشائع، في أوروبا وآسيا، وبدرجة أقل في أفريقيا. معظمها يظهر بشكل عادي بشكل عام، ولكن العديد منها يتمتع بأغاني مميزة.
- أسود الرأس الأوراسي، Sylvia atricapilla
- حرباء الحديقة، Sylvia borin
- حرباء الصحراء الآسيوية، Curruca nana
- حرباء مخططة، Curruca nisoria
- حرباء الشفاه البيضاء الصغرى، Curruca curruca
- حرباء عربية، Curruca leucomelaena
- حرباء أورفيان الشرقية، Curruca crassirostris
- حرباء قبرص، Curruca melanothorax
- حرباء مينيتري، Curruca mystacea
- حرباء روبيلي، Curruca ruppelli
- حرباء السابالين الشرقية، Curruca cantillans
- حرباء سردينيا، Curruca melanocephala
- حرباء الشفاه البيضاء الكبرى، Curruca communis
- حرباء نظارات، Curruca conspicillata

## طائر الضحك
الن order: Passeriformes   العائلة: Leiothrichidae
أعضاء هذه العائلة متنوعة من حيث الحجم واللون، على الرغم من أن تلك التي تنتمي إلى جنس Turdoides تميل إلى أن تكون بنية أو رمادية. توجد العائلة في أفريقيا والهند وجنوب شرق آسيا.
- العصفور العربي، Argya squamiceps

## الملكليات
الن order: Passeriformes   العائلة: Regulidae
الملكليات، وتسمى أيضًا الطيور ذو التاج، هي مجموعة صغيرة من الطيور التي غالبًا ما تُدرج ضمن حرباء العوالم القديمة، ولكنها تُعطى في كثير من الأحيان حالة العائلة لأنها تشبه أيضًا طائر التيتماوس.
- طائر الذهب، Regulus regulus (A)

## طائر الجدران
الن order: Passeriformes   العائلة: Tichodromidae
طائر الجدران هو طائر صغير مرتبط بعائلة نثاث، وله ريش مذهل باللون القرمزي والرمادي والأسود.
- طائر الجدران، Tichodroma muraria (A)

## الحمائم
الن order: Passeriformes   العائلة: Troglodytidae
الحمائم هي طيور صغيرة وغير بارزة بشكل رئيسي باستثناء أغانيها الصاخبة. هذه الطيور لها أجنحة قصيرة ومنقار منحني للأسفل. العديد من الأنواع غالبًا ما ترفع ذيولها للأعلى. جميعها حشرية التغذية.
- الحمامة الأوراسية، Troglodytes troglodytes

## النجوم
الن order: Passeriformes   العائلة: Sturnidae
النجوم هي طيور صغيرة إلى متوسطة الحجم. طيرانها قوي ومباشر وهي طيور اجتماعية للغاية. موطنها المفضل هو الأراضي المفتوحة إلى حد ما. تتغذى على الحشرات والفواكه. الريش عادة ما يكون داكنًا مع لمعان معدني.
- النجمة الأوروبية، Sturnus vulgaris
- النجمة الوردية، Pastor roseus
- المينا الشائعة، Acridotheres tristis (I)
- المينا البنكية، Acridotheres ginginianus (Ex)
- النجمة التريسترية، Onychognathus tristramii

## التغريدات والأقارب
الرتبة: عصافير مغردة    العائلة: تورديداي
التغريدات هي مجموعة من الطيور المغردة التي توجد أساسًا في العالم القديم. هي طيور ممتلئة، ذات ريش ناعم، صغيرة إلى متوسطة الحجم، حشرية أو أحيانًا قارتة، وغالبًا ما تتغذى على الأرض. العديد منها يتميز بأغاني جذابة.
- التغريدة البلوطية, Turdus viscivorus
- التغريدة المغردة, Turdus philomelos
- التغريدة الحمراء, Turdus iliacus (A)
- البلبل الأوروبي, Turdus merula
- البلبل الحقلية, Turdus pilaris
- البلبل ذو الحلقة, Turdus torquatus (A)

## عصافير الفخ في العالم القديم
الرتبة: عصافير مغردة    العائلة: موسيكابيداي
عصافير الفخ في العالم القديم هي مجموعة كبيرة من الطيور الصغيرة المغردة التي تنتمي إلى العالم القديم. وهي طيور صغيرة آكلة للحشرات تعيش عادة على الأشجار. مظهر هذه الطيور متنوع للغاية، لكنها غالبًا ما تملك أغاني ضعيفة وأصوات خشنة.
- طائر الفخ المرقط, Muscicapa striata
- روبن الشجيرات الأسود, Cercotrichas podobe (A)
- روبن الشجيرات ذو الذيل الأحمر, Cercotrichas galactotes
- روبن أوروبا, Erithacus rubecula
- روبن ذو الحنجرة البيضاء, Irania gutturalis
- بلبل الليل ذو اللون الرمادي, Luscinia luscinia
- بلبل الليل الشائع, Luscinia megarhynchos
- البلبل الأزرق, Luscinia svecica
- الطيار ذو الصدر الأحمر, Ficedula parva
- الطيار نصف المقيد, Ficedula semitorquata
- الطيار الأبيض الجناح الأوروبي, Ficedula hypoleuca
- الطيار ذو الياقة البيضاء, Ficedula albicollis
- البلبل الأحمر الشائع, Phoenicurus phoenicurus
- البلبل الأسود الأحمر, Phoenicurus ochruros
- البلبل ذو الذيل الأحمر الصخري, Monticola saxatilis
- البلبل ذو الصخور الأزرق, Monticola solitarius
- الحناء الخريفية, Saxicola rubetra
- الحناء الأوروبية, Saxicola rubicola
- الحناء السيبيرية, Saxicola maurus (A)
- طائر الصفصاف الشمالي, Oenanthe oenanthe
- الصفصاف إيزابيليني, Oenanthe isabellina
- الصفصاف ذو الرأس الأسود, Oenanthe monacha
- الصفصاف الصحراوي, Oenanthe deserti
- الصفصاف ذو الأذن السوداء الشرقية, Oenanthe melanoleuca
- الصفصاف القبرصي, Oenanthe cypriaca
- الصفصاف ذو الردف الأحمر, Oenanthe moesta
- الصفصاف الأسود, Oenanthe melanura
- الصفصاف ذو التاج الأبيض, Oenanthe leucopyga
- الصفصاف فينش, Oenanthe finschii
- الصفصاف الصباحي, Oenanthe lugens
- الصفصاف الكردي, Oenanthe xanthoprymna (A)

## الطيور الشمسية وطيور الصيادين
الرتبة: عصافير مغردة    العائلة: نيكتارينيداي
الطيور الشمسية وطيور الصيادين هي طيور صغيرة جدًا تغذي نفسها أساسًا على الرحيق، على الرغم من أنها تأخذ الحشرات أيضًا، خاصة عند إطعام الصغار. الطيران سريع ومباشر على أجنحتها القصيرة. يمكن لمعظم الأنواع أخذ الرحيق عن طريق التوقف للطيران مثل الطيور الطنانة، ولكن عادة ما تتوقف لتتغذى.
- طائر الشمس الفلسطيني, Cinnyris oseus

## طيور الفينش والأقارب
الرتبة: عصافير مغردة    العائلة: إستراليداي
طيور الفينش الإسترليد هي طيور مغردة صغيرة من مناطق المناطق الاستوائية في العالم القديم وأسترالاسيا. وهي طيور اجتماعية وغالبًا ما تتغذى في مستعمرات من الحبوب ذات مناقير قصيرة سميكة ومدببة. جميعها متشابهة في هيكلها وعاداتها، ولكن هناك تنوع كبير في ألوان وأنماط الريش.
- طائر الفينيش الهندي, Euodice malabarica (I)
- طائر الأفاداف الأحمر, Amandava amandava (I)

## الطيور المغردة
الرتبة: عصفوريات   العائلة: برونيلديات
الطيور المغردة تنتمي إلى العائلة الوحيدة برونيلديات، التي تعد مستوطنة تمامًا في المنطقة القطبية الشمالية القديمة. هذه الطيور صغيرة الحجم وباهتة اللون، وتشبه ظاهريًا عصافير العالم القديم.
- المغرد الجبلي، Prunella collaris (A)
- مغرد رادي، Prunella ocularis (A)
- المغرد الأوروبي، Prunella modularis

## عصافير العالم القديم
الرتبة: عصفوريات   العائلة: باسيريات
عصافير العالم القديم هي طيور صغيرة مغردة. بشكل عام، تتميز هذه العصافير بأنها صغيرة وممتلئة وذات ألوان بنية أو رمادية، مع ذيول قصيرة ومنقار قوي. تتغذى على البذور، لكنها تستهلك أيضًا الحشرات الصغيرة.
- عصفور المنزل، Passer domesticus
- العصفور الإسباني، Passer hispaniolensis
- عصفور البحر الميت، Passer moabiticus
- العصفور أصفر الحنجرة، Gymnoris xanthocollis (A)
- عصفور الصخر، Petronia petronia
- عصفور الصخور الشاحب، Carpospiza brachydactyla

## الذعافير والبيبت
الرتبة: عصفوريات   العائلة: موتاسيلات
تتكون عائلة موتاسيلات من طيور صغيرة مغردة ذات ذيول متوسطة إلى طويلة. تشمل الذعافير والبيبت والطيور طويلة المخالب. تتميز بأنها نحيلة وتتغذى على الحشرات من الأراضي المفتوحة.
- ذعفور رمادي، Motacilla cinerea
- ذعفور أصفر غربي، Motacilla flava
- ذعفور سيتيرين، Motacilla citreola
- ذعفور أبيض، Motacilla alba
- بيبت ريتشارد، Anthus richardi
- بيبت طويل المنقار، Anthus similis
- بيبت بليث، Anthus godlewskii (A)
- بيبت أسمر، Anthus campestris
- بيبت المروج، Anthus pratensis
- بيبت الأشجار، Anthus trivialis
- بيبت زيتوني الظهر، Anthus hodgsoni (A)
- بيبت أحمر الحنجرة، Anthus cervinus
- بيبت الماء، Anthus spinoletta
- بيبت أمريكي، Anthus rubescens (A)

## الحساسين وحلفاؤها
الرتبة: عصفوريات   العائلة: فرنجيليات
الحساسين هي طيور مغردة تتغذى على البذور، وهي صغيرة إلى متوسطة الحجم ولها منقار قوي، عادةً مخروطي الشكل وفي بعض الأنواع كبير جدًا. تتميز بحركة طيران قافزة مع تناوب بين الترفرف والانزلاق بالأجنحة المغلقة، ومعظمها تُغني بشكل جميل.
- الشرشور الشائع، Fringilla coelebs
- الشرشور الزائر، Fringilla montifringilla
- الشرشور عريض المنقار، Coccothraustes coccothraustes
- الشرشور الوردي الشائع، Carpodacus erythrinus (A)
- الشرشور الوردي السينائي، Carpodacus synoicus
- شرشور البوق، Bucanetes githaginea
- شرشور الصحراء، Rhodospiza obsoleta
- الحسون الأخضر الأوروبي، Chloris chloris
- الحسون الأوراسي، Linaria cannabina
- الشرشور الأحمر، Loxia curvirostra
- الحسون الذهبي الأوروبي، Carduelis carduelis
- الحسون الأوروبي الصغير، Serinus serinus
- حسون الجبهة النارية، Serinus pusillus (A)
- الحسون السوري، Serinus syriacus
- الحسون الأوراسي، Spinus spinus

## العالم القديم
الرتبة: عصفوريات   العائلة: إمبرزيديات
دوريات العالم القديم هي طيور مغردة صغيرة تتغذى على البذور والحشرات. تتميز بمنقار قصير وقوي وألوان مميزة على الريش.

## دوريات العالم القديم
عائلة الدوريات (الإمبرزيديات) هي عائلة كبيرة من الطيور المغردة. تتميز هذه الطيور بتغذيتها على البذور وبامتلاكها مناقير مميزة الشكل. تتميز العديد من أنواع الإمبرزيديات بأنماط مميزة على الرأس.
- الدوري أسود الرأس، Emberiza melanocephala
- الدوري الذهبي، Emberiza calandra
- الدوري الصخري، Emberiza cia
- الدوري أصفر الرأس، Emberiza citrinella
- الدوري الصنوبري، Emberiza leucocephalos (A)
- الدوري الرمادي، Emberiza cineracea
- دوري هورتولان، Emberiza hortulana
- دوري كريتزشمار، Emberiza caesia
- الدوري المخطط، Emberiza striolata
- الدوري القصب، Emberiza schoeniclus
- الدوري الصغير، Emberiza pusilla (A)
- الدوري الريفي، Emberiza rustica (A)